# Siódma pieczęć (film)

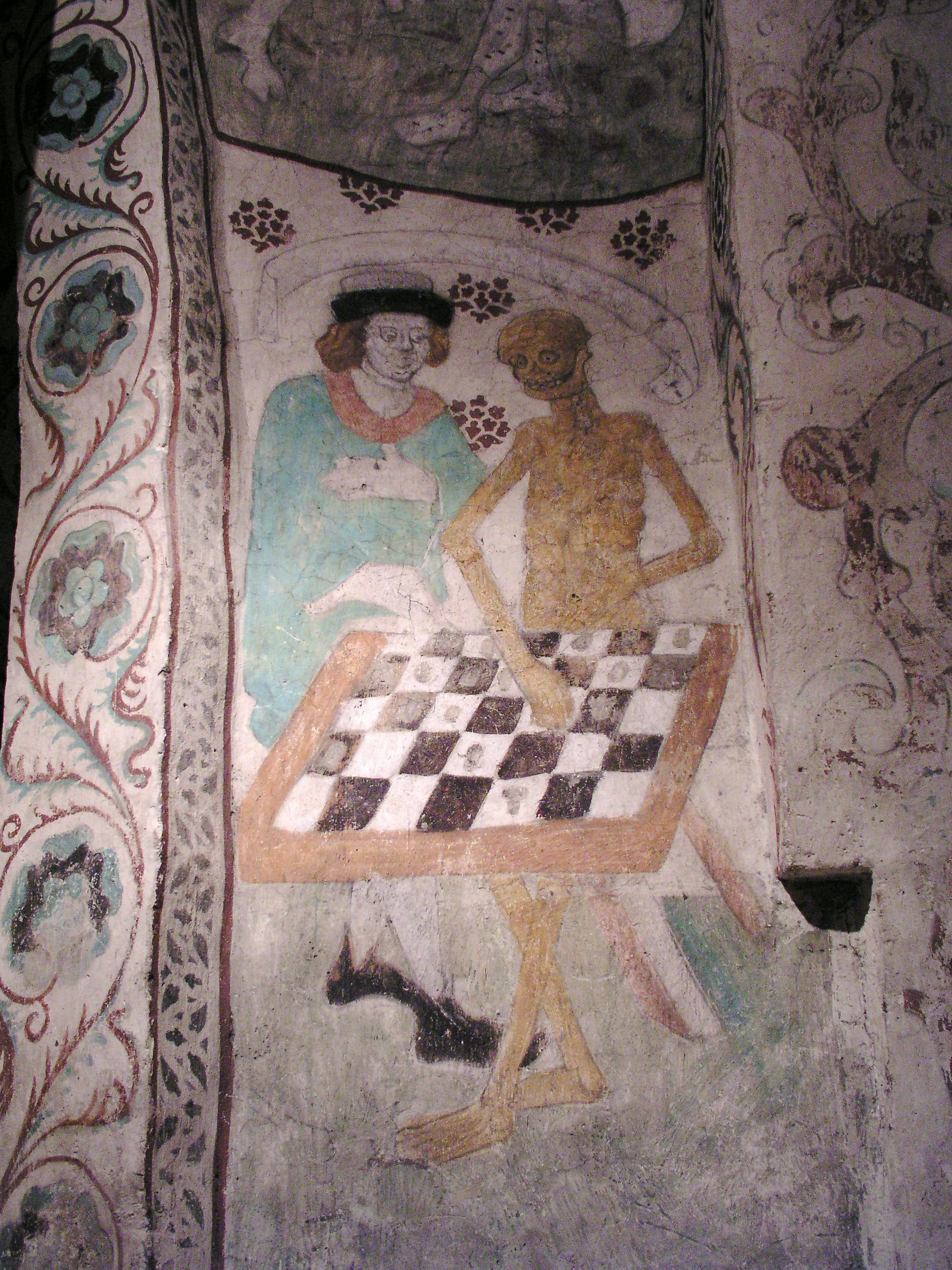
Kościół w Täby – Śmierć grająca w szachy pędzla Albertusa Pictora (1440-1507). Tym właśnie malowidłem inspirował się Ingmar Bergman kręcąc Siódmą pieczęć

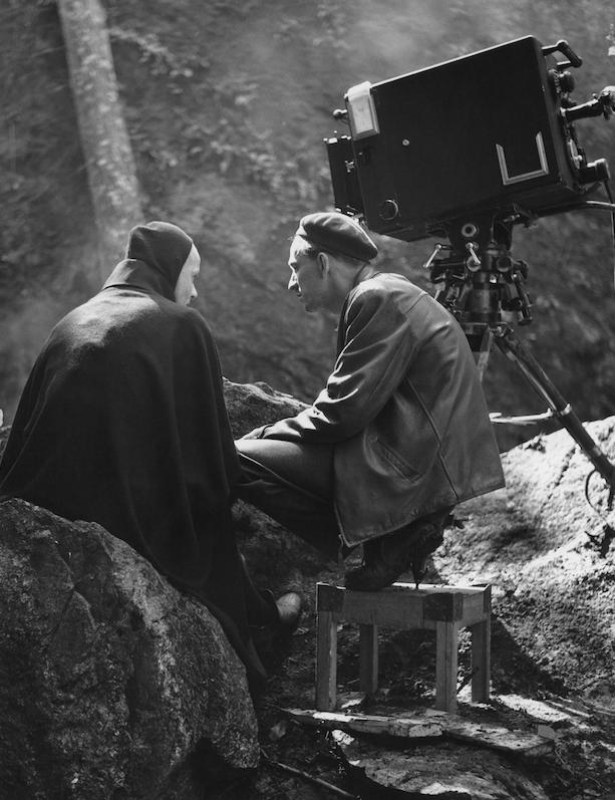
Ingmar Bergman i Bengt Ekerot podczas kręcenia filmu

Siódma pieczęć (szw. Det sjunde inseglet) – szwedzki film fabularny z 1957 roku, nominowany do Złotej Palmy w Cannes w 1957. Na tym samym festiwalu Ingmar Bergman otrzymał za Siódmą pieczęć nagrodę specjalną jury.
Polska premiera miała miejsce w roku 1959. Film ponownie został wprowadzony do polskich kin 5 stycznia 2007. Siódma pieczęć jest przekrojowym obrazem w twórczości Bergmana, splatającym wątki z jego dramatów psychologicznych, zawiera również elementy komediowe. Dzieło to, zapisując się w kanonie światowego kina, ugruntowało pozycję Ingmara Bergmana wśród największych reżyserów kina autorskiego.
W roku 1995, w stulecie narodzin kina, obraz Bergmana znalazł się na watykańskiej liście 45 filmów fabularnych, które propagują szczególne wartości religijne, moralne lub artystyczne.

## Analiza
Siódma pieczęć, osadzona w średniowiecznych realiach (połowa XIV wieku), oparta jest na jednoaktowej sztuce teatralnej wystawionej po raz pierwszy 18 marca 1955 pt. Malowidło na drewnie (Trämålning). Siódma pieczęć to metaforyczna opowieść o powracającym z wyprawy krzyżowej rycerzu, który staje do szachowego pojedynku ze Śmiercią – stawką w nim jest jego życie. W filmie tym Bergman daje wyraz swoim inspiracjom średniowiecznym malowidłem ściennym Śmierć grająca w szachy z kościoła w Täby w okolicach Sztokholmu.
Film oddaje atmosferę średniowiecznej Europy, przepełnionej śmiercią, stojącej w obliczu zarazy. Reżyser eksponuje rolę średniowiecznego Kościoła w kreowaniu wszechobecnego strachu społeczności przed zarazą, mającą być karą za grzechy. Siódma pieczęć jest jednocześnie traktatem filozoficznym o wymowie bliskiej egzystencjalizmowi, który wprowadza do twórczości Bergmana wątki stanowiące w przyszłości o jej wyjątkowym charakterze. Po raz pierwszy reżyser ukazuje na zasadach kontrastu Jönsa, hołdującego wartościom materialistycznym, i Blocka, rycerza poszukującego sensu swojego istnienia, nieodnajdującego Boga, pierwowzoru dylematów znanych z Trylogii pionowej.

## Obsada
- Gunnar Björnstrand – Jöns
- Max von Sydow – Antonius Block
- Inga Landgré – Karin, żona Blocka
- Bibi Andersson – Mia
- Nils Poppe – Jof
- Bengt Ekerot – Śmierć
- Åke Fridell – Plog, kowal
- Inga Gill – Lisa, żona Ploga
- Maud Hansson – wiedźma Tyan
- Erik Strandmark – Jonas Skat
- Gunnel Lindblom – dziewczyna
- Gunnar Olsson – malarz
- Bertil Anderberg – Raval
- Anders Ek – mnich